# Salad Days (EP)
Salad Days ist eine EP der Hardcore-Punk-Band Minor Threat und gleichzeitig die letzte Veröffentlichung mit neuen Liedern. Sie erschien 1985, zwei Jahre nach Auflösung der Band.

## Entstehungsgeschichte
Mitte 1983 waren die Mitglieder untereinander derart zerstritten, das eine Fortführung der Band nicht mehr möglich war. Insbesondere die musikalische Ausrichtung der Band geriet zu einer wichtigen Frage. Während Lyle Preslar und Brian Baker sich musikalisch mehr am Mainstream orientieren wollten und begeistert vom neuen U2-Album waren, fühlte sich Ian MacKaye unwohl dabei. Hinzu kam ein Auftritt am 23. September 1983 im Lansburgh Center, zusammen mit der funklastigen Hardcoreband Big Boys und der Funkband Trouble Funk. Ziel war eine Verbindung des DC-Hardcore-Punks mit dem Go-Go, einer D.C.-Funkvariante. Etwa 1.200 Fans waren an diesem Abend vertreten. Die beim Hardcore Punk übliche Abwesenheit einer Abtrennung der Bühne geriet an dem Abend zu einem Desaster, so dass Preslar nach dem Gig eine Absperrung forderte. MacKay, der sich jahrelang gegen eine solche eingesetzt hatte, zog an diesem Abend einen Schlussstrich und erschien nicht mehr zu den Proben.
Auf einem letzten Band-Meeting wurde die weitere Zukunft der Band besprochen und man beschloss sich aufzulösen. Als Zugeständnis an Jeff Nelson, der versuchte, die Band wieder zusammenzubringen, wurde eine letzte EP geplant. Die Aufnahmen erfolgten am 14. Dezember 1983 in den Inner Ear Studios in Arlington County. Drei Lieder wurden eingespielt, darunter eine Coverversion von Good Guys (Don’t Wear White). Das Lied wurde von Ed Cobb für The Standells geschrieben. Die EP erschien 1985 als 15. Veröffentlichung von Dischord Records.

## Titelliste
1. Salad Days – 2:46
2. Stumped – 1:55
3. Good Guys (Don’t Wear White) (Ed Cobb) – 2:14

## Musikstil und Texte
Zwar ist Salad Days immer noch eine sehr schnelle Hardcore-Punk-EP, im Vergleich zu den Frühwerken der Band wurde die Geschwindigkeit jedoch merklich gedrosselt. Zudem sind auch Akustikgitarre und ein Glockenspiel zu hören, was beides sehr ungewöhnlich für den Hardcore Punk war. Ian MacKaye zeigte auf diesen Songs zum ersten Mal Ansätze von Gesang, verzichtete aber nicht auf seine charakteristischen Schreie und seinen Sprechgesang. Der Text von Salad Days ist eine „schmerzliche Analyse“ der Hardcore-Szene in D.C. und endet mit den Textzeilen „We called those the Salad Days / We called those the good old days / What a fucking lie / I call it a lie“ (deutsch: „Wir nannten diese Zeit die ‚Salad Days‘ / Wir nannten sie die gute, alte Zeit / was für eine verdammte Lüge / Ich nenne sie eine Lüge“) Salad Days wirkt aus heutiger Sicht als eine Vorschau auf das spätere Wirken MacKayes in Bands wie Embrace und Fugazi.